# Coupe de Belgique de cyclisme sur route 2017
Navigation
Coupe de Belgique 2016 Coupe de Belgique 2018
La Coupe de Belgique de cyclisme sur route 2017, officiellement nommée la Napoleon Games Cycling Cup 2017, est la 2e édition de la Coupe de Belgique de cyclisme sur route. Elle débute le 1er mars avec Le Samyn et se termine le 3 octobre avec Binche-Chimay-Binche. Pour cette édition, dix épreuves sont retenues et le Prix national de clôture est remplacé par À travers la Flandre-Occidentale.

## Attribution des points
Sur chaque course, les 15 premiers coureurs marquent des points et le coureur marquant le plus de points au total est considéré comme le vainqueur de la Coupe de Belgique. Il y a également un classement par équipe.
Sur chaque épreuve, les points sont attribués avec le barème suivant :
| Position | 1  | 2  | 3  | 4  | 5  | 6  | 7 | 8 | 9 | 10 | 11 | 12 | 13 | 14 | 15 |
| Points   | 16 | 14 | 13 | 12 | 11 | 10 | 9 | 8 | 7 | 6  | 5  | 4  | 3  | 2  | 1  |

Dans chaque épreuve, il y a 3 sprints intermédiaires avec des points attribués au 3 premiers coureurs. Ces points sont ajoutés au classement individuel.
Les points attribués sont respectivement: 3-2-1 points.
Lors de chaque course, on additionne les places des trois premiers coureurs de chaque équipe. L'équipe avec le total le plus faible reçoit 12 points au classement des équipes, la deuxième équipe en reçoit neuf, la troisième équipe en reçoit huit et ainsi de suite jusqu'à la dixième équipe qui marque un point. L’équipe du vainqueur de chaque épreuve reçoit 2 points supplementaires.
Pour établir le classement par équipes, ce sont d’abord les équipes avec 3 coureurs, puis celles avec 2 et enfin celles avec 1 coureur qui sont classés dans l’ordre.
| Position | 1  | 2 | 3 | 4 | 5 | 6 | 7 | 8 | 9 | 10 |
| Points   | 12 | 9 | 8 | 7 | 6 | 5 | 4 | 3 | 2 | 1  |

## Résultats
| #  | Date         | Course                                  | Vainqueur                | Équipe                  | Leader du classement individuel | Leader du classement par équipes |
| -- | ------------ | --------------------------------------- | ------------------------ | ----------------------- | ------------------------------- | -------------------------------- |
| 1  | 1er mars     | Le Samyn (2017)                         | Guillaume Van Keirsbulck | Wanty-Groupe Gobert     | Guillaume Van Keirsbulck        | Quick-Step Floors                |
| 2  | 5 mars       | À travers la Flandre-Occidentale (2017) | Jos van Emden            | Lotto NL-Jumbo          | Guillaume Van Keirsbulck        | Quick-Step Floors                |
| 3  | 17 mars      | Handzame Classic (2017)                 | Kristoffer Halvorsen     | Joker Icopal            | Guillaume Van Keirsbulck        | Roompot-Nederlandse Loterij      |
| 4  | 3 juin       | Heistse Pijl (2017)                     | Jasper de Buyst          | Lotto-Soudal            | Jasper de Buyst                 | Roompot-Nederlandse Loterij      |
| 5  | 12 juin      | Halle-Ingooigem (2017)                  | Arnaud Démare            | FDJ                     | Kenny Dehaes                    | Lotto-Soudal                     |
| 6  | 5 août       | À travers le Hageland (2017)            | Mathieu van der Poel     | Beobank-Corendon        | Kenny Dehaes                    | Roompot-Nederlandse Loterij      |
| 7  | 20 août      | Grand Prix Jef Scherens (2017)          | Timothy Dupont           | Verandas Willems-Crelan | Kenny Dehaes                    | Roompot-Nederlandse Loterij      |
| 8  | 15 septembre | Championnat des Flandres (2017)         | Fernando Gaviria         | Quick-Step Floors       | Kenny Dehaes                    | Roompot-Nederlandse Loterij      |
| 9  | 1er octobre  | Eurométropole Tour (2017)               | Daniel McLay             | Fortuneo-Oscaro         | Kenny Dehaes                    | Roompot-Nederlandse Loterij      |
| 10 | 3 octobre    | Binche-Chimay-Binche (2017)             | Jasper De Buyst          | Lotto-Soudal            | Jasper De Buyst                 | Lotto NL-Jumbo                   |

## Classements

### Classement individuel
| Pos. | Coureur                  | Équipe                      | Points |
| ---- | ------------------------ | --------------------------- | ------ |
| 1    | Jasper De Buyst          | Lotto-Soudal                | 86     |
| 2    | Kenny Dehaes             | Wanty-Groupe Gobert         | 68     |
| 3    | Guillaume Van Keirsbulck | Wanty-Groupe Gobert         | 44     |
| 4    | Timothy Dupont           | Verandas Willems-Crelan     | 40     |
| 5    | Iljo Keisse              | Quick-Step Floors           | 32     |
| 6    | August Jensen            | Coop                        | 31     |
| 7    | Jos van Emden            | Lotto NL-Jumbo              | 30     |
| 8    | Joeri Stallaert          | Cibel-Cebon                 | 30     |
| 9    | Amund Grøndahl Jansen    | Lotto NL-Jumbo              | 27     |
| 10   | Jesper Asselman          | Roompot-Nederlandse Loterij | 27     |

### Classement par équipes
| Pos. | Équipe                       | Points |
| ---- | ---------------------------- | ------ |
| 1    | Lotto NL-Jumbo               | 52     |
| 2    | Roompot-Nederlandse Loterij  | 52     |
| 3    | WB-Veranclassic-Aqua Protect | 51     |
| 4    | Wanty-Groupe Gobert          | 48     |
| 5    | Quick-Step Floors            | 43     |
| 6    | Lotto-Soudal                 | 42     |
| 7    | Sport Vlaanderen-Baloise     | 41     |
| 8    | Verandas Willems-Crelan      | 35     |
| 9    | Cofidis                      | 27     |
| 10   | ERA-Circus                   | 21     |